# Arbeitsspende
Als Arbeitsspende wurde in der Zeit des Nationalsozialismus eine Abgabe bezeichnet, die 1933 im Rahmen der so genannten Arbeitsschlacht als „freiwillige Spende zur Förderung der nationalen Arbeit“ eingeführt wurde.
Tatsächlich wurde die „freiwillige Spende“ oftmals bei der Lohnauszahlung einbehalten. Bis zum Auslaufen des Gesetzes zum Ende März 1934 betrug das Gesamtaufkommen 149 Millionen Reichsmark.

## Inhalt
Arbeitsspenden konnten steuermindernd geltend gemacht werden. Auch aufgelaufene oder künftig zu erwartende Steuerschulden konnten dadurch beglichen werden. Arbeitsspenden konnten auch anonym – beispielsweise über einen Notar – eingezahlt werden, um damit einer strafbewehrten Steuerhinterziehung zu entgehen.
Die Arbeitsspenden gingen in ein Sondervermögen des Reiches. Davon wurden Darlehen für öffentliche Arbeiten gewährt, die vom Reichsarbeitsministerium im Einvernehmen mit dem Reichsfinanzministerium ausgewählt wurden.

## Umsetzung
In vielen Fällen wurde den Arbeitern, Angestellten und Beamten die Spende unmittelbar von Lohn, Gehalt oder Besoldung abgezogen. Auch bei Sammellisten war der Gruppendruck hoch. Die Bevölkerung erfuhr nicht, was mit den Spendengeldern finanziert wurde. Der Rechnungshof stieß auf Schwierigkeiten, als er 1936 nachfassen wollte.
Einige der Spendengelder dienten zumindest mittelbar der Aufrüstung oder militärischen Zwecken: 1,6 Millionen Reichsmark für Flugplatzbauten in Ostpreußen, 440.000 RM für Luftschutzmaßnahmen, 2 Millionen RM für Schwimmdocks, ca. 10 Millionen RM für Polizeiunterkünfte und gar 35 Millionen RM an die Sturmabteilung (SA) für Bekleidung und Sachbeschaffungen. Aus dem Sondervermögen von 149 Millionen RM flossen nach Berechnungen von Detlev Humann rund zwei Drittel in Investitionen, die sowohl militärisch als auch zivil nutzbar waren.

## Bewertung
Da die Arbeitsspende lediglich die Kaufkraft verschob und nicht für zusätzliche Nachfrage sorgte, ist sie aus wirtschaftspolitischer Sicht fragwürdig. Die Aufrüstung schuf zwar Arbeitsplätze, doch wurde der Beschäftigungseffekt erst mit Verzögerung wirksam und durch Kaufkraftentzug gemindert. Humann bezeichnet die Arbeitsspende als „das gröbste Blendwerk unter allen Beschäftigungsmaßnahmen am Beginn der 1930er Jahre.“